# Chức cống đồ

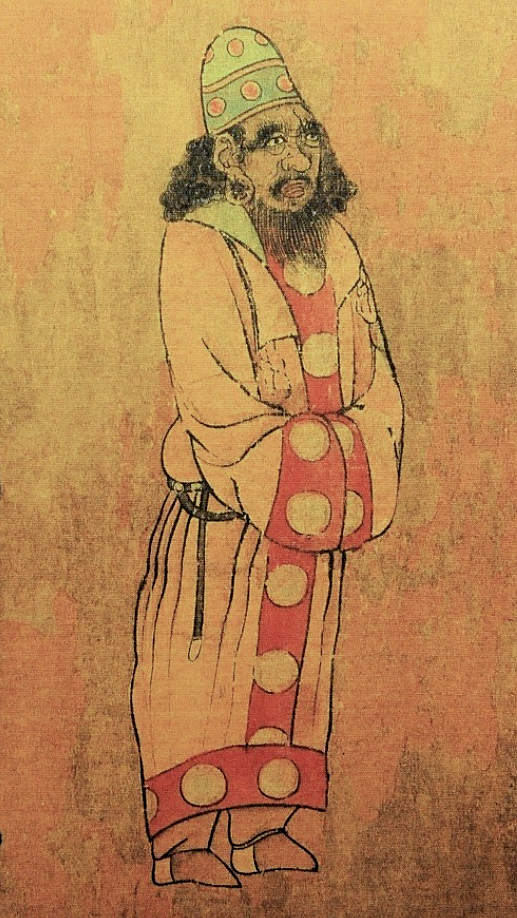
Sứ giả Ba Tư triều kiến thời nhà Đường. Trích từ tranh Vương hội đồ (王会图), khoảng năm 650

Chức cống đồ (giản thể: 职贡图; phồn thể: 職貢圖; bính âm: Zhígòngtú, tranh vẽ việc dâng cống của quan chức) là các bức tranh vẽ lại việc các sứ giả nước ngoài vào dâng đồ tại triều đình. Các bức tranh thuộc thể loại này được các hoàng đế thuộc các triều đại trong lịch sử Trung Quốc cho vẽ với mục đích ghi chép như một văn kiện chép sử, và sau đó cũng được các triều đại phong kiến Đông Á như ở Nhật Bản hay Việt Nam cho vẽ với mục đích tương tự. Thông thường, Chức cống đồ vẽ lại và ghi chép về chân dung của các sứ giả và phần nào đó là đặc điểm văn hóa, trang phục của quốc gia hoặc bộ lạc của sứ giả đó. Xuyên suốt các triều đại phong kiến của Trung Quốc, việc sứ giả các nước và bộ lạc lân bang triều kiến và dâng cống phẩm (貢品) là các quà tặng quý hiếm lên các hoàng đế Trung Hoa được thực hiện tương đối đều đặn, vì vậy Chức cống đồ ngoài giá trị lịch sử và nghệ thuật rất lớn đối với Trung Quốc còn là các hiện vật có giá trị lớn trong quá trình tìm hiểu lịch sử và văn hóa các nước láng giềng của Trung Quốc. Đặc biệt, bức Hoàng Thanh chức cống đồ do Tạ Toại (謝遂) thực hiện năm 1751 còn lần đầu tiên ghi chép về các sứ giả đến từ Anh và Tây Âu.

## Lương chức cống đồ(526–539)
Bức Lương chức cống đồ (梁職貢圖) do Lương Nguyên Đế (hoàng đế nhà Lương từ 552 đến 555) cho vẽ khi ông này còn đang trấn thủ Hình Châu từ năm 526 đến năm 539, và sau đó là từ 547 đến 552 với rất nhiều cơ hội gặp gỡ các sứ giả và người nước ngoài. Đây là bức Chức cống đồ sớm nhất còn được lưu giữ đến hiện tại với hình ảnh các sứ giả nước ngoài, đặc biệt trong số đó có các sứ giả Áp Đạt, 516–520. Tuy bức tranh gốc đã bị thất lạc từ lâu, nhưng ba bản chép của bức tranh gốc này vẫn còn tồn tại đến ngày nay.

### Lương chức cống đồ(526–539) (bản chép thế kỷ 11 thời nhà Tống)
Một bản chép của bức Lương chức cống đồ còn tồn tại đến ngày nay được thực hiện thời nhà Tống vào thế kỷ 11, hay còn gọi là bức Lương chức cống đồ Tống mô bản (梁職貢圖宋摹本) và hiện được trưng bày tại Bảo tàng Quốc gia Trung Quốc. Nếu như bản gốc có ít nhất 25 chân dung sứ giả đến từ nhiều nước, thì bản chép thời nhà Tống chỉ còn 12 chân dung và phần mô tả về 13 sứ giả, trong đó sứ giả từ Đãng Xương không có phần vẽ chân dung. Mỗi chân dung sứ giả trên tranh đều có phần chú thích chi tiết với nội dung gần như trùng khớp với nội dung của Lương thư (Volume 54).
Từ phải qua trái, các sứ giả đến từ: Áp Đạt, Ba Tư, Bách Tế, Khố Xa, Hòa quốc, Langkasuka, người Khương, Yarkent Khanate, Qubodiyon, Kunduz, Balkh, và Merv.
Chân dung các sứ giả đã bị mất khỏi bản gốc được cho là từ Cao Câu Ly, Ư Điền (nay là Hòa Điền, Tân Cương), Tân La, Khát Bàn Đà (渴盤陀) (nay là Tashkurgan, Tân Cương), Vũ Hưng 武興 (nay thuộc Thiểm Tây), Cao Xương (nay là Turpan), Thiên Môn Man 天門蠻 (nay thuộc vùng các tỉnh Hà Nam, Hồ Bắc, Quý Châu), Kiến Bình Man (建平蠻) (nay thuộc vùng các tỉnh Hồ Bắc và Tứ Xuyên), và Lâm Giang Man (臨江蠻) (Đông Tứ Xuyên ngày nay). Ngoài ra bức tranh gốc cũng có thể có chân dung của các sứ giả đến từ Trung Thiên Trúc (中天竺), Bắc Thiên Trúc (北天竺, Ấn Độ ngày nay) và Sư Tử Quốc (獅子國, Sri Lanka ngày nay), đưa tổng số quốc gia và bộ lạc được thể hiện trên tranh lên 25.

#### Chân dung cụ thể
Một số chân dung cụ thể trên tranh có thể kể tới:

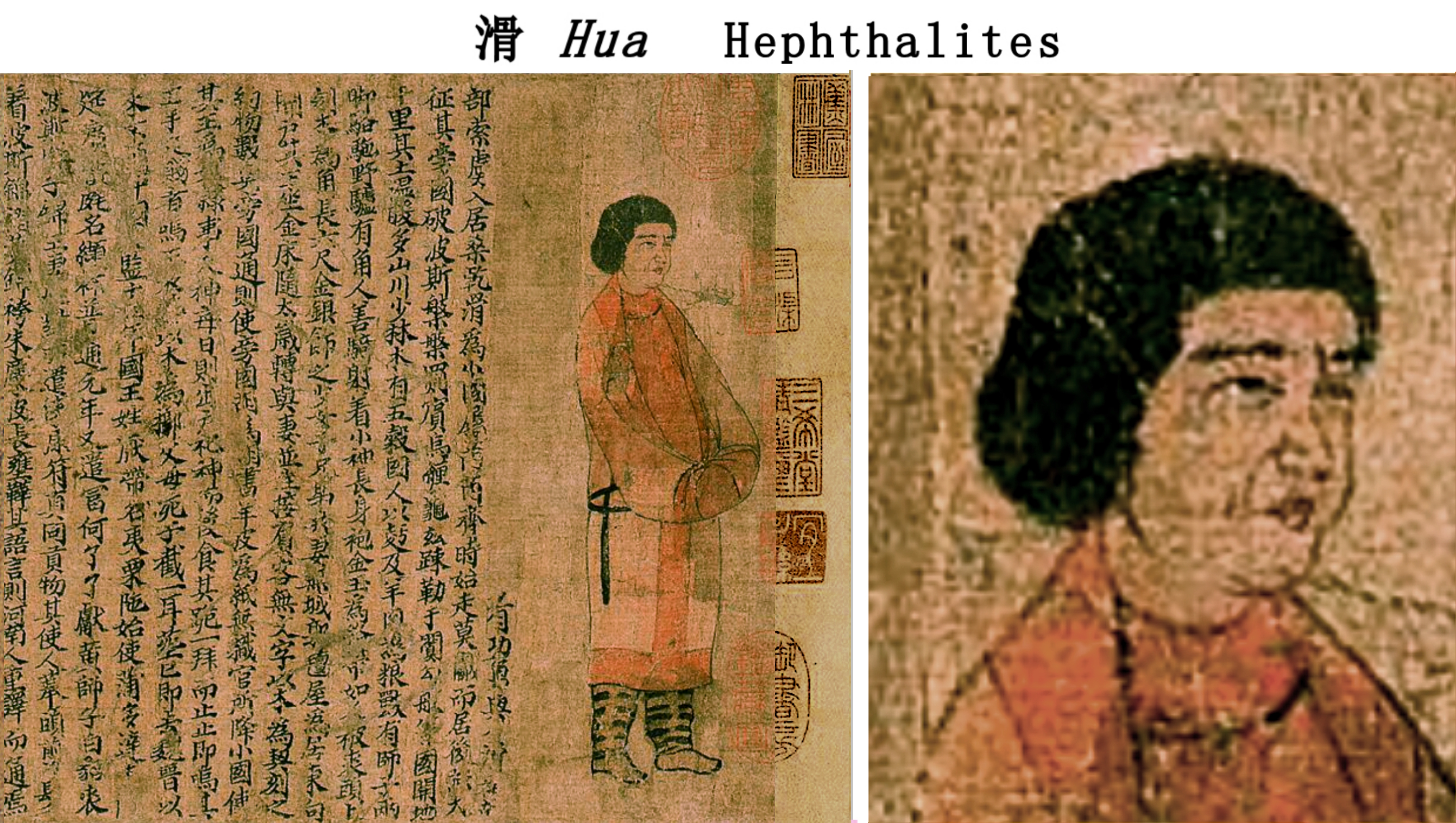
Sứ giả Áp Đạt
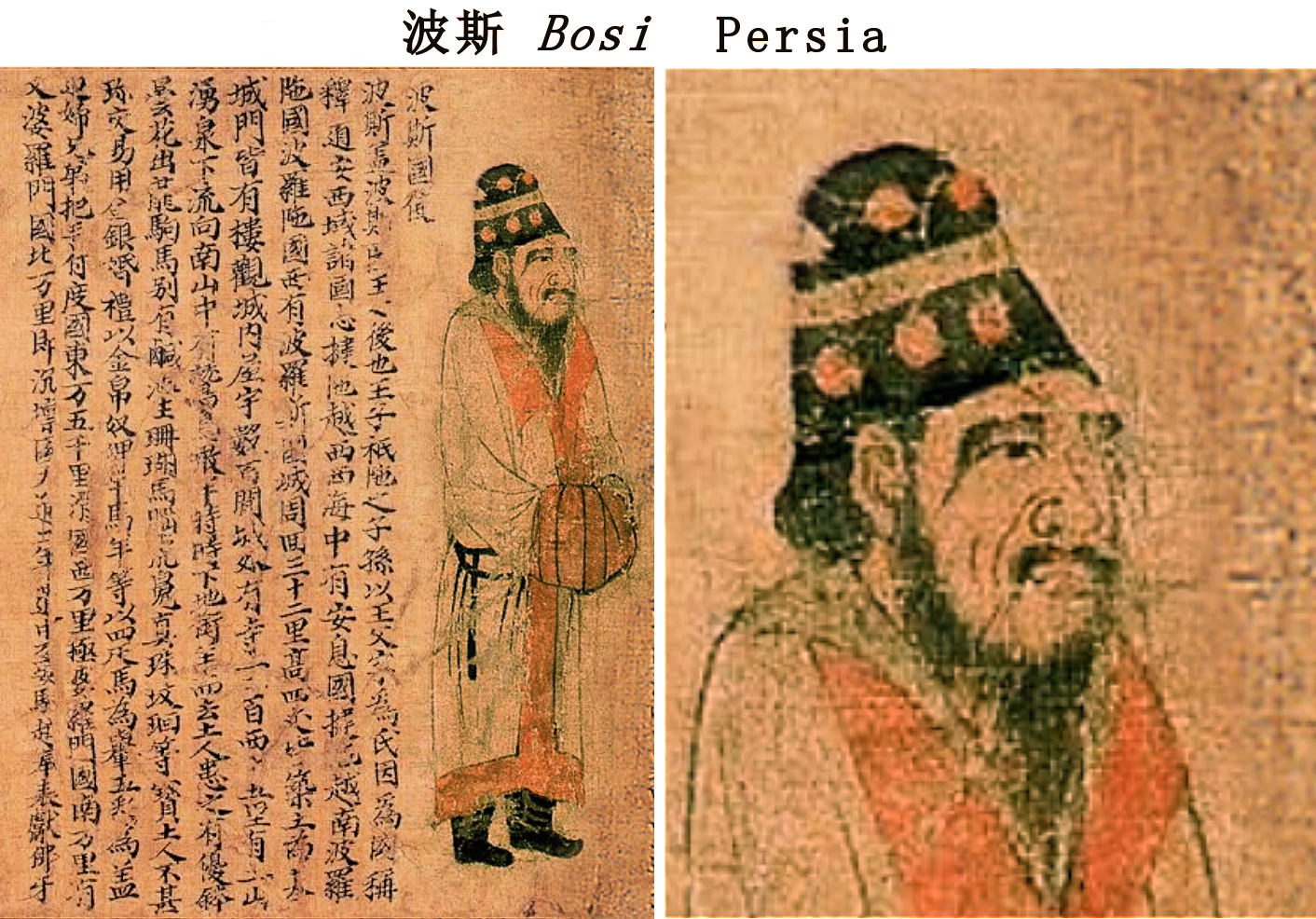
Sứ giả Ba Tư
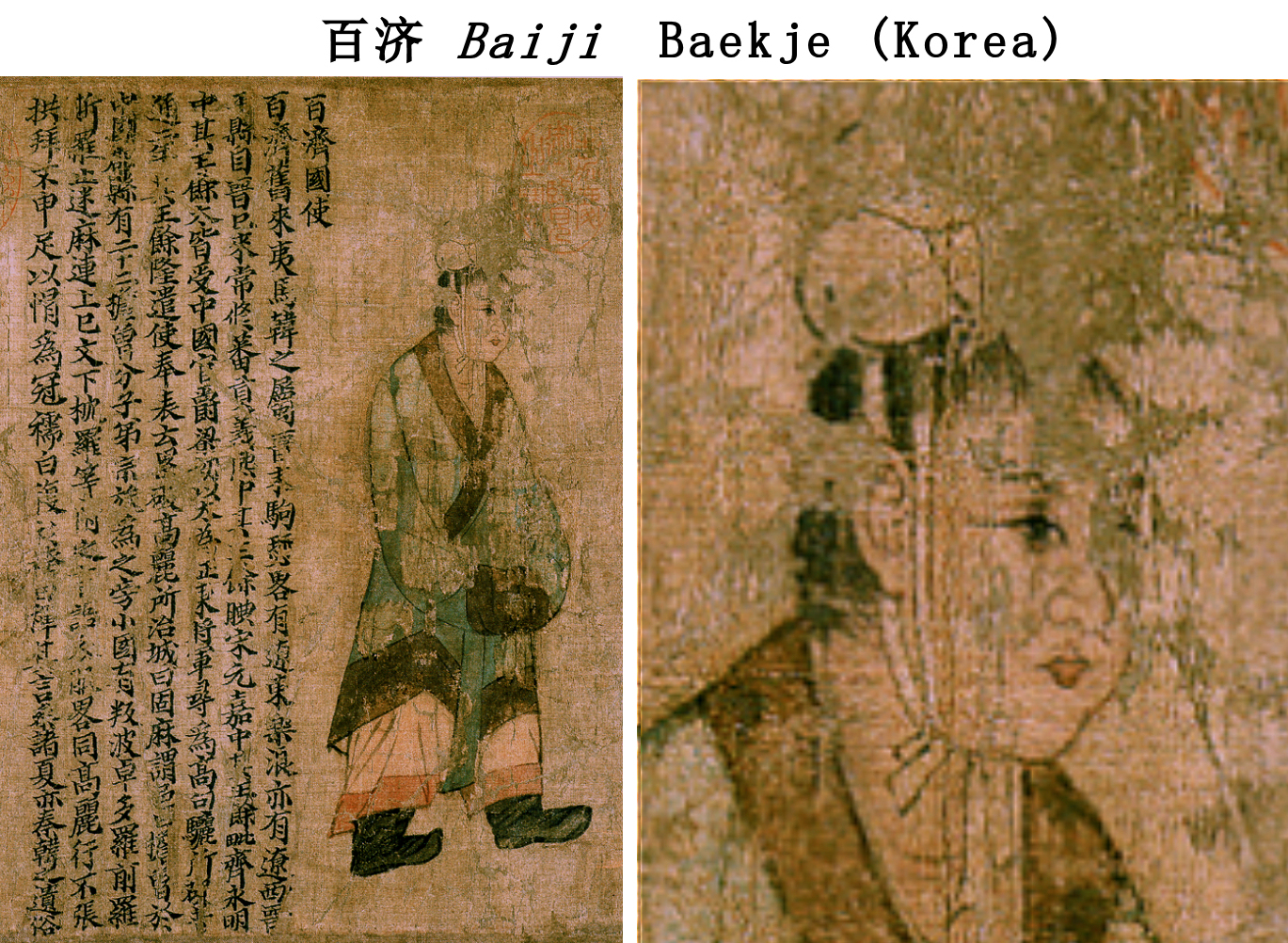
Sứ giả Bách Tế
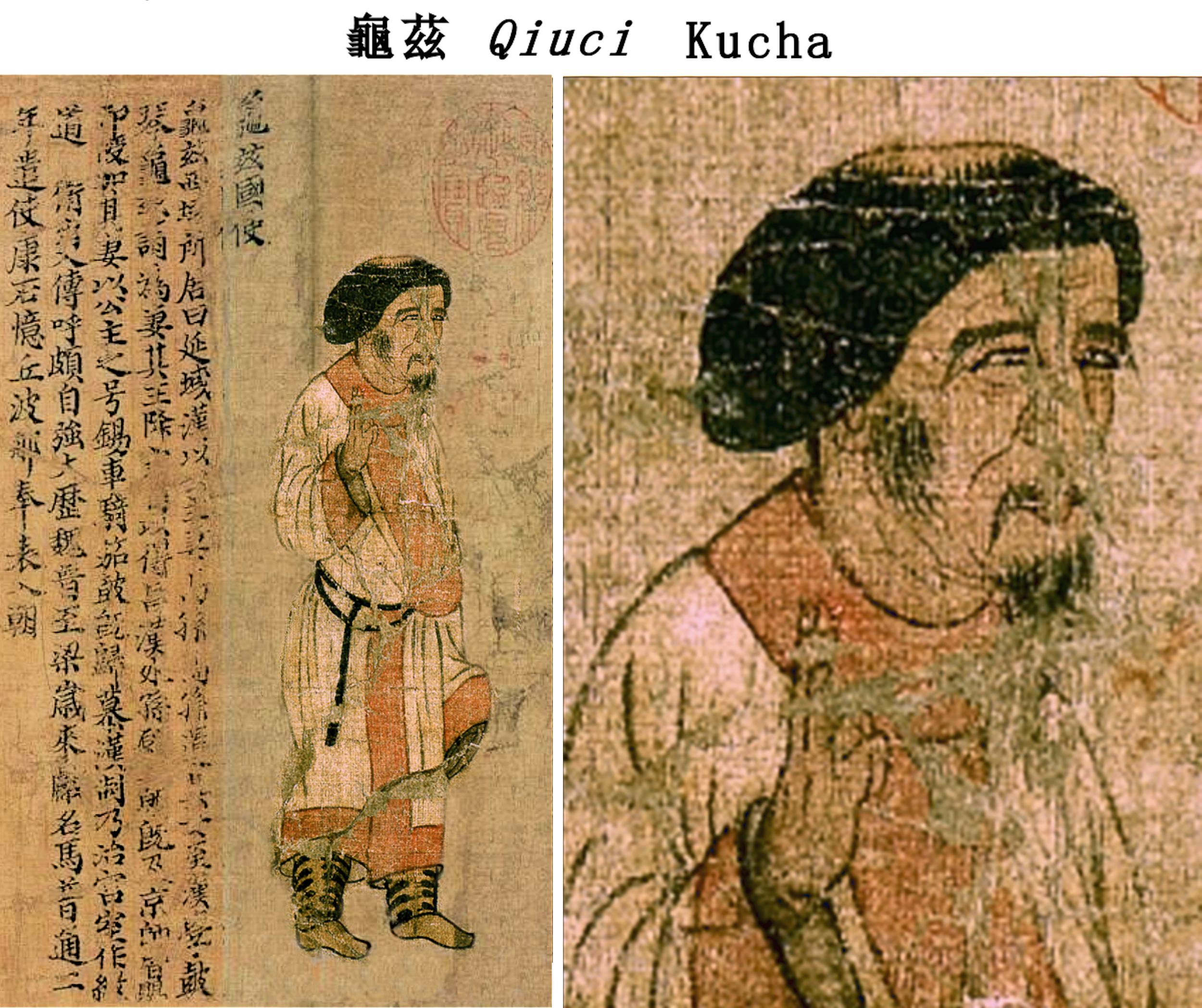
Sứ giả Khố Xa
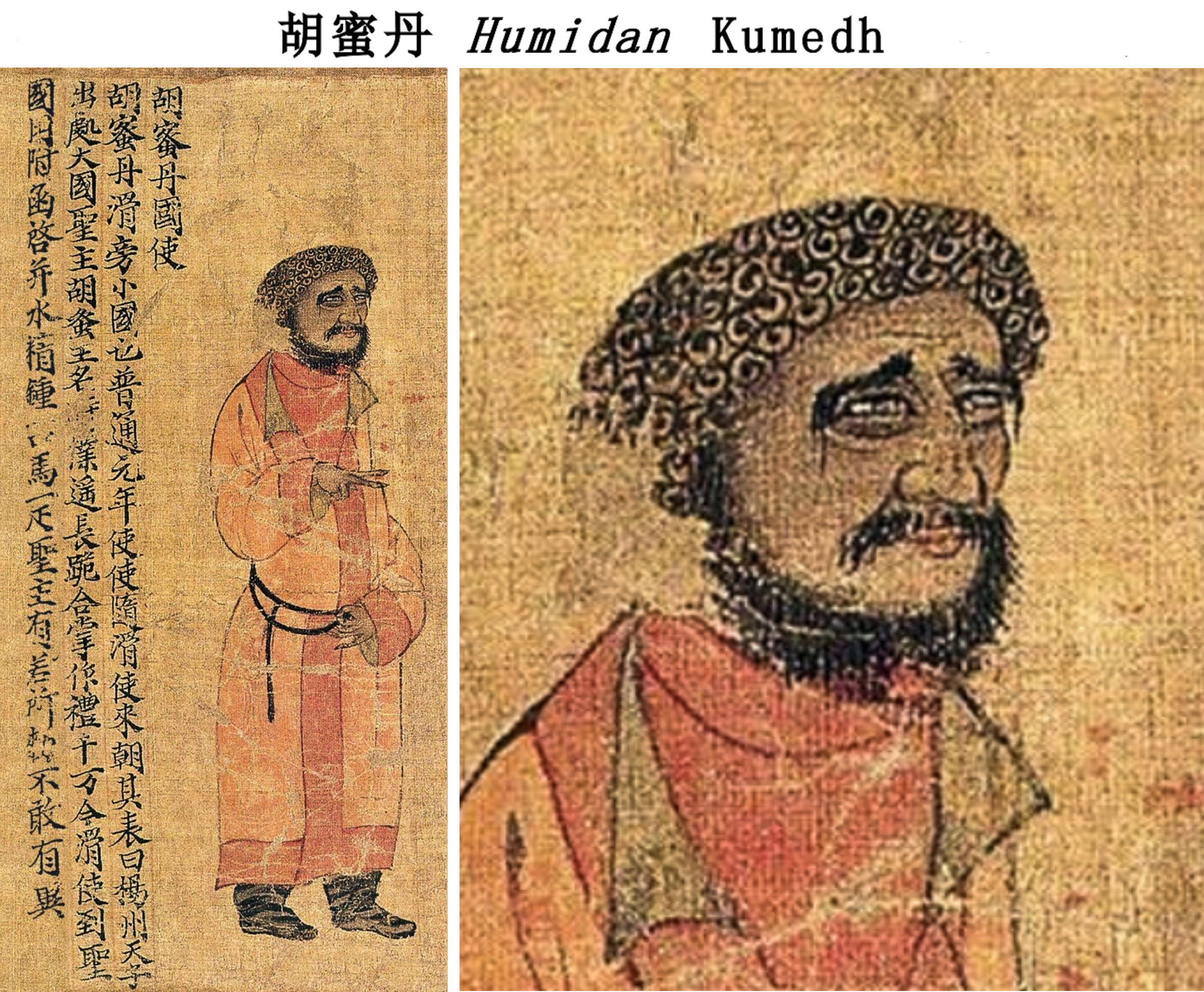
Sứ giả Hồ Mật Đan (Kunduz)
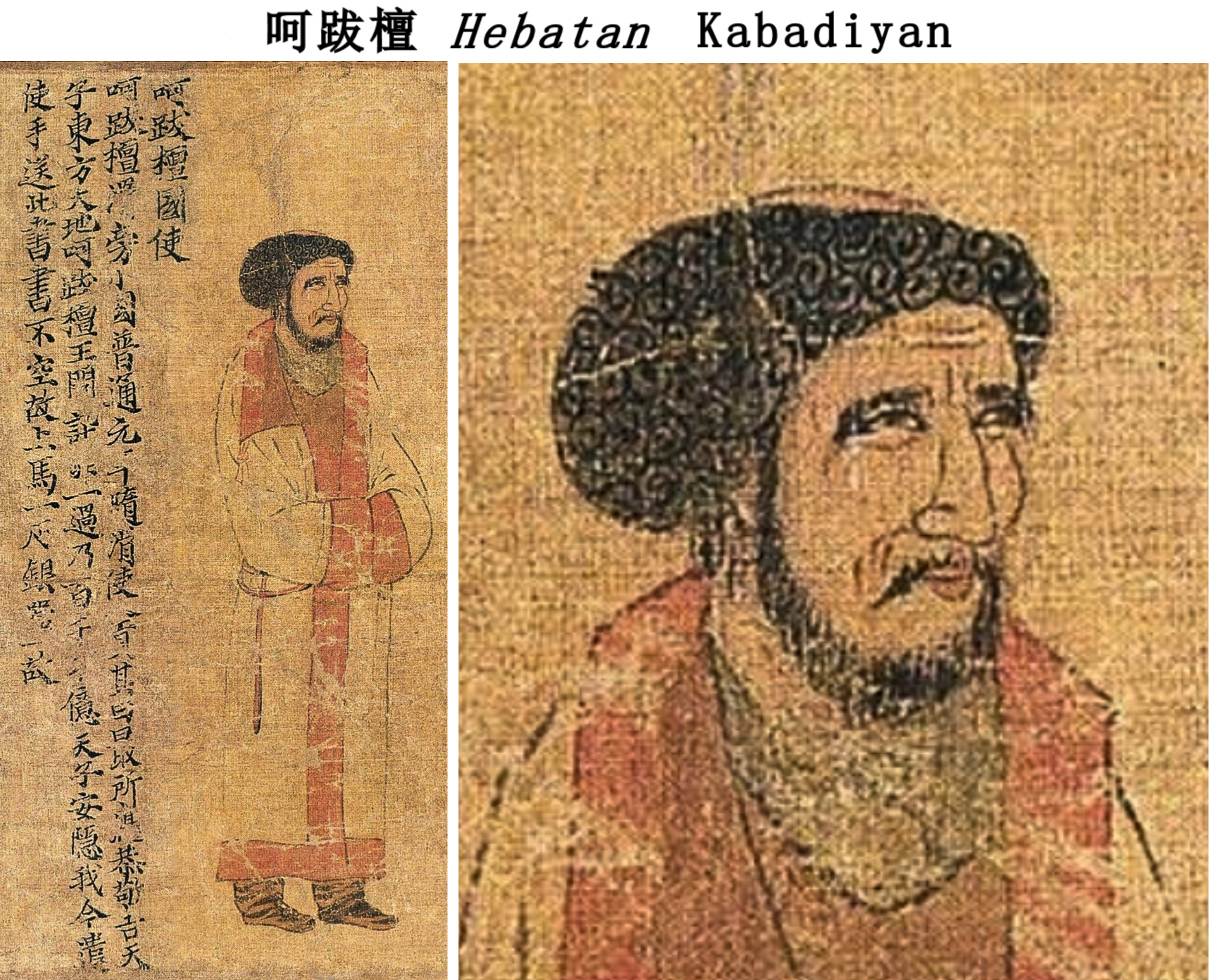
Sứ giả A Bạt Đàn (Kabadiyan)
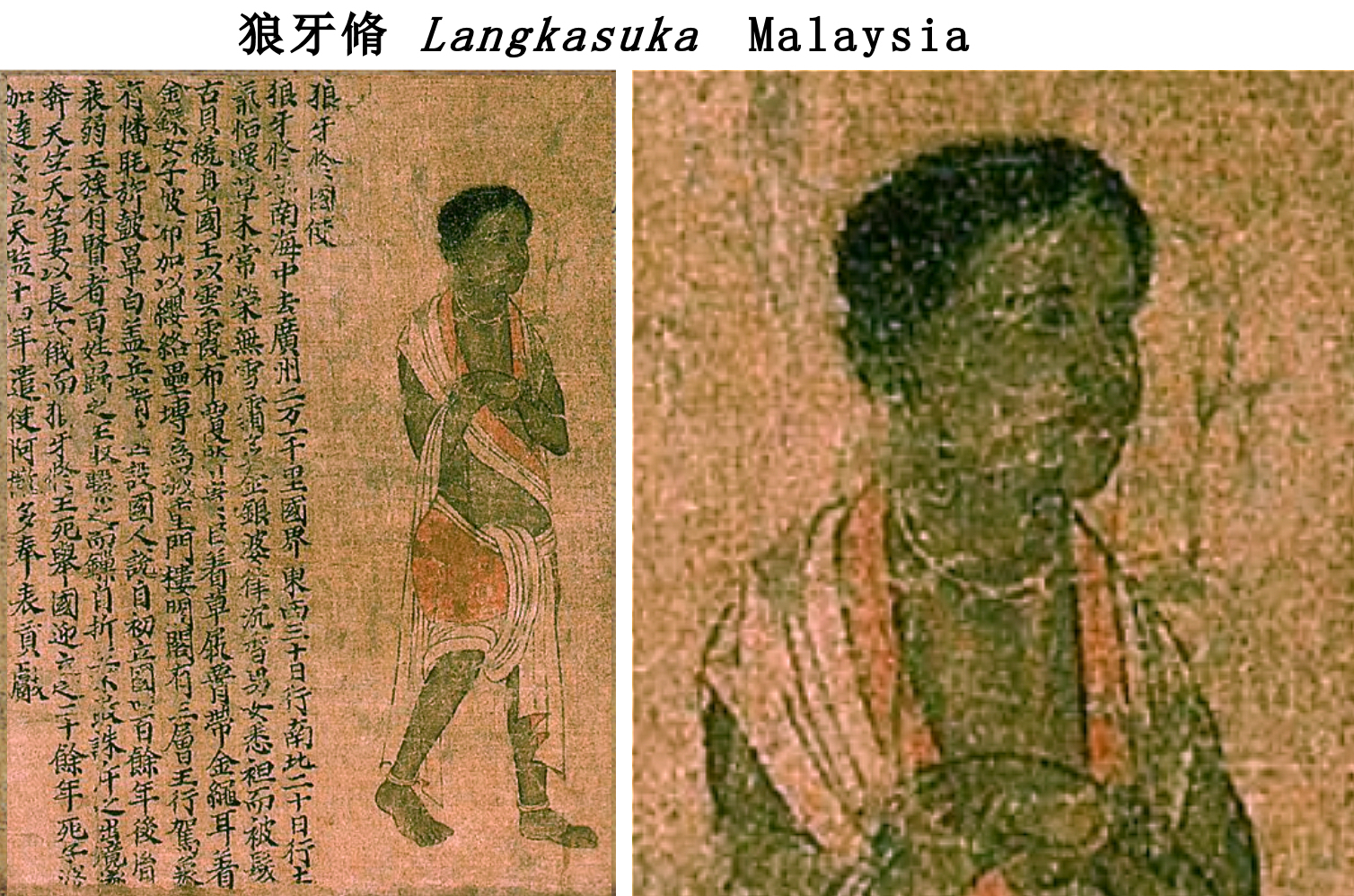
Sứ giả Langkasuka
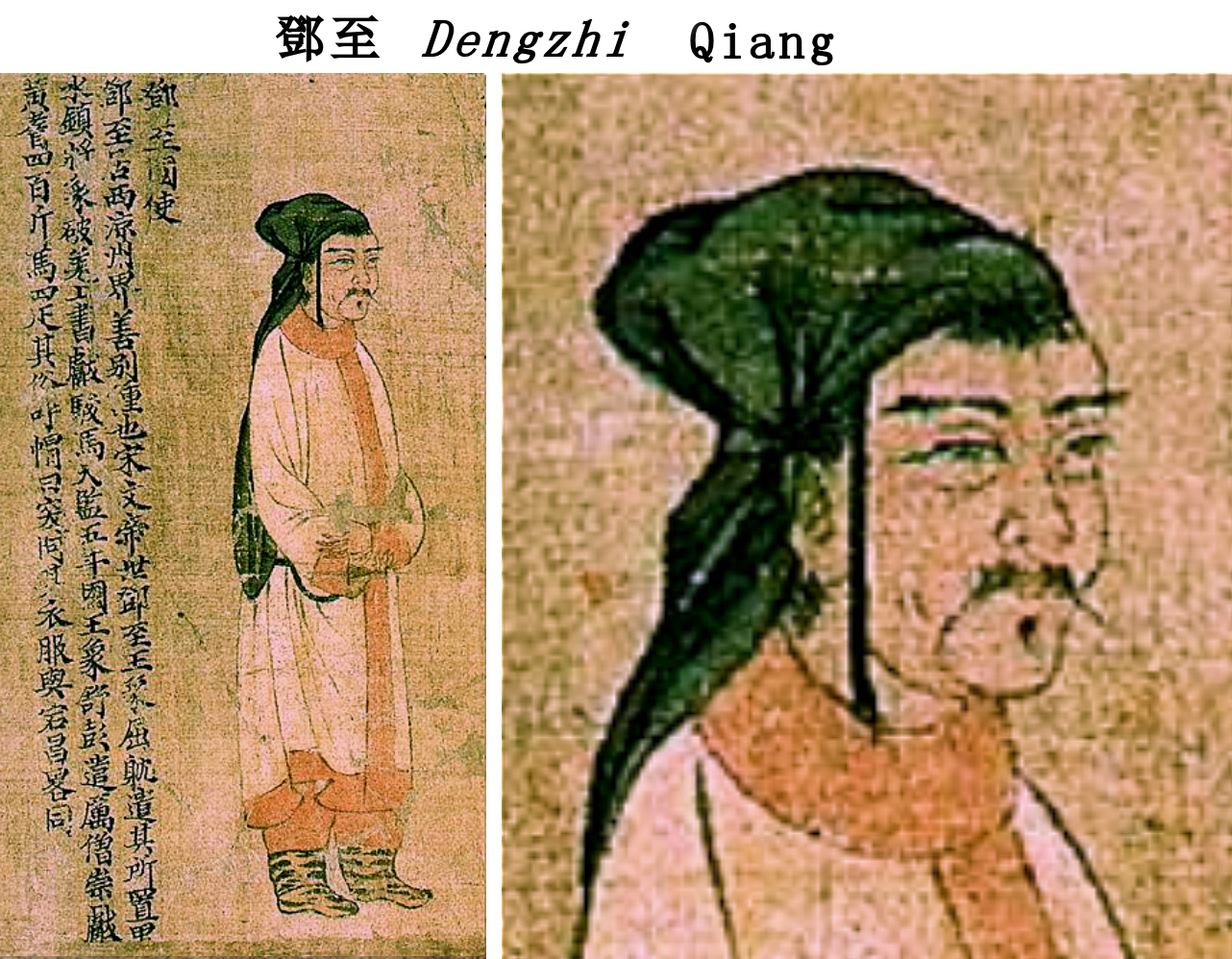
Sứ giả người Khương

### Vương hội đồthời nhà Đường (khoảng năm 650)
Một phiên bản Lương chức cống đồ được vẽ thời nhà Đường với tên Vương hội đồ (王會圖) với tác giả rất có thể là họa sĩ Diêm Lập Bản. Từ phải qua trái, các quốc gia và bộ tộc gồm Lỗ quốc (Đông Ngụy), Lâu Lan, Ba Tư, Bách Tế, Kunduz, Balkh, Merv, Trung Tây Trúc, |Sư Tử Quốc, Bắc Tây Trúc, Tashkurgan, Cửu Chì, Chouchi (武興國), Kucha (龜茲國), Hòa quốc, Cao Câu Ly, Khotan, Tân La, Đãng Xương, Langkasuka, Đặng Chí, Yarkent Khanate, Kabadiyan, Kiến Bình, Nữ Đản. 

#### Chân dung cụ thể
Một số chân dung cụ thể trên tranh có thể kể tới:

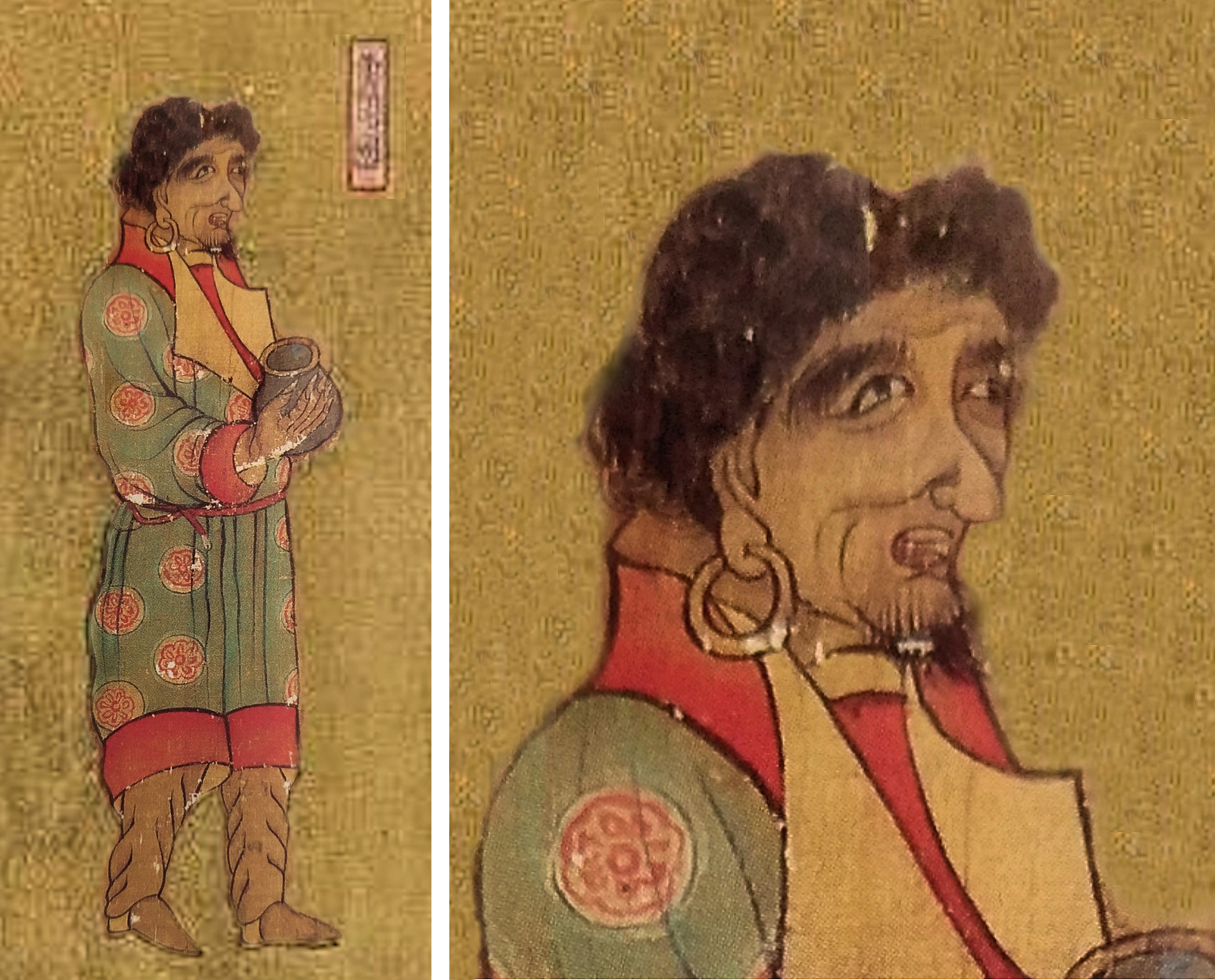
Sứ giả Vu Điền
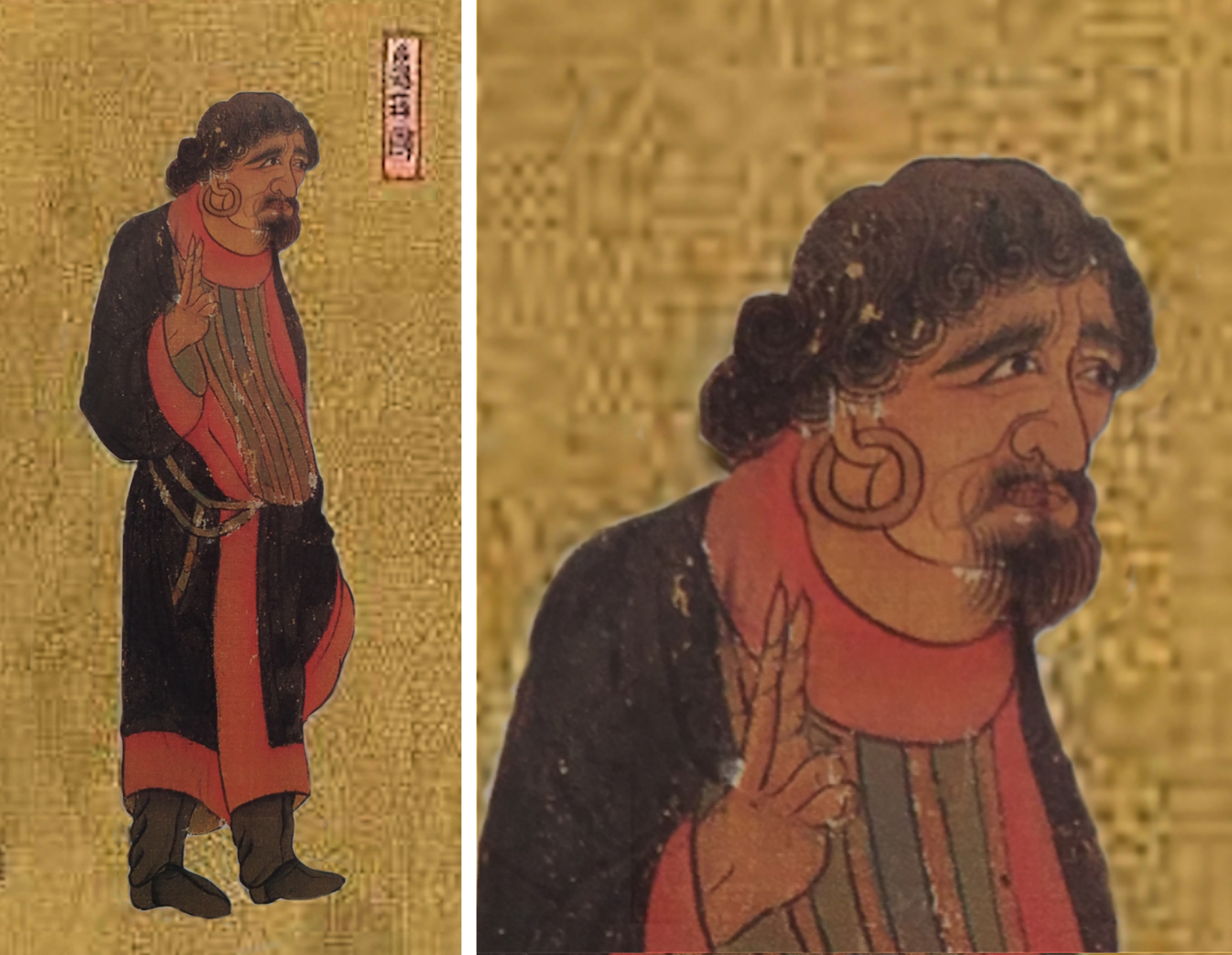
Sứ giả Quy Từ
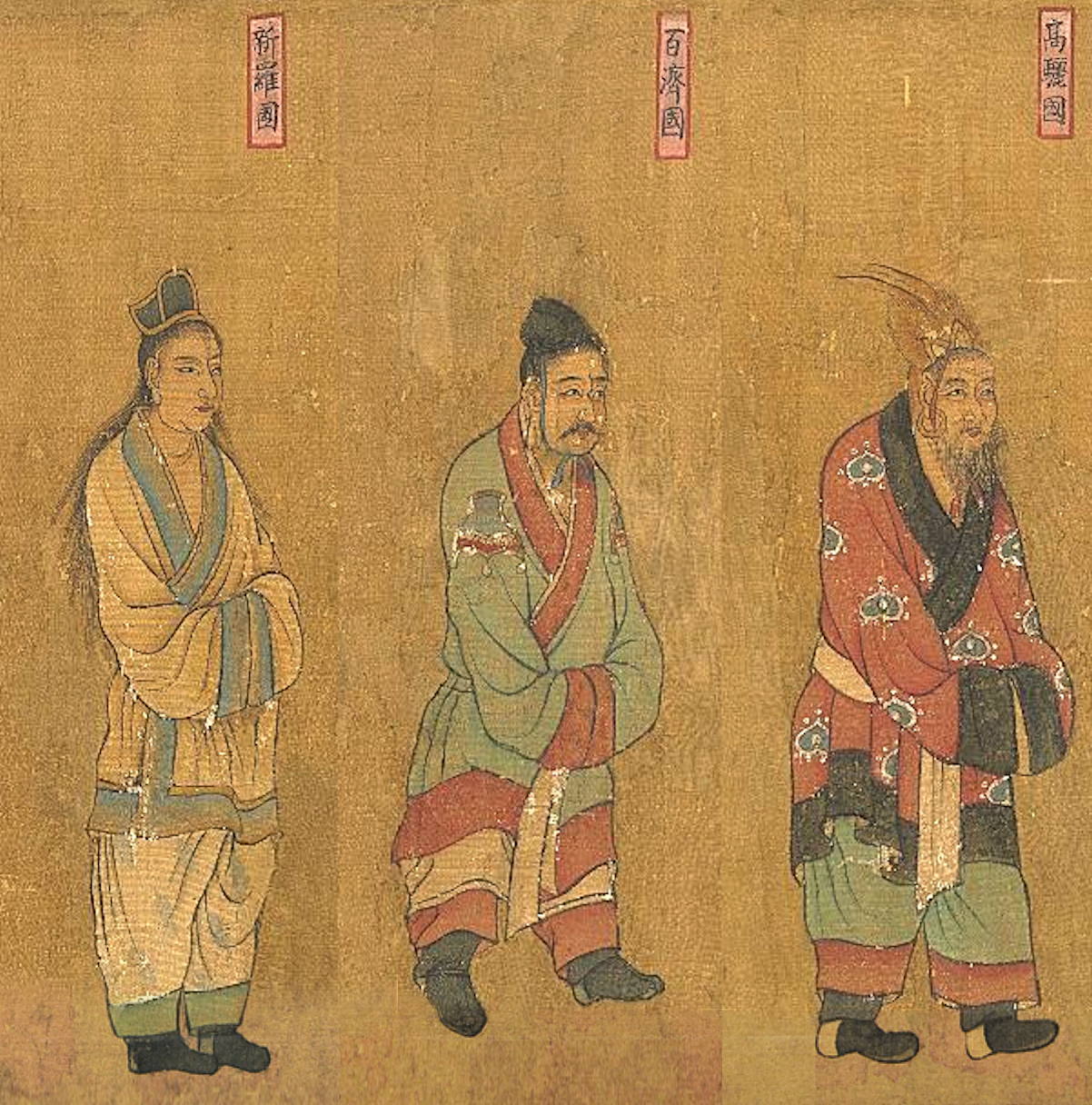
Sứ giả tam quốc Tân La, Bách Tế, Cao Câu Ly
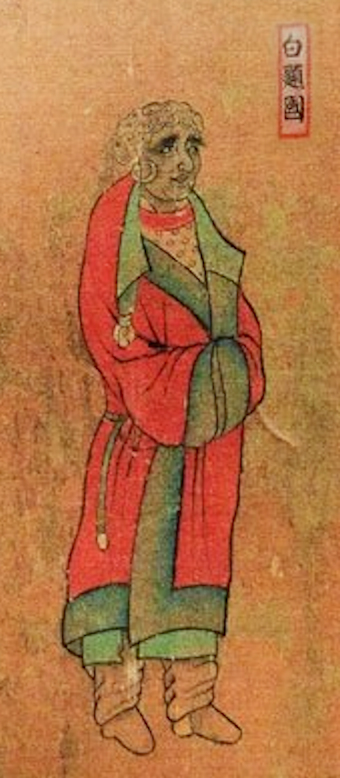
Sứ giả Balkh
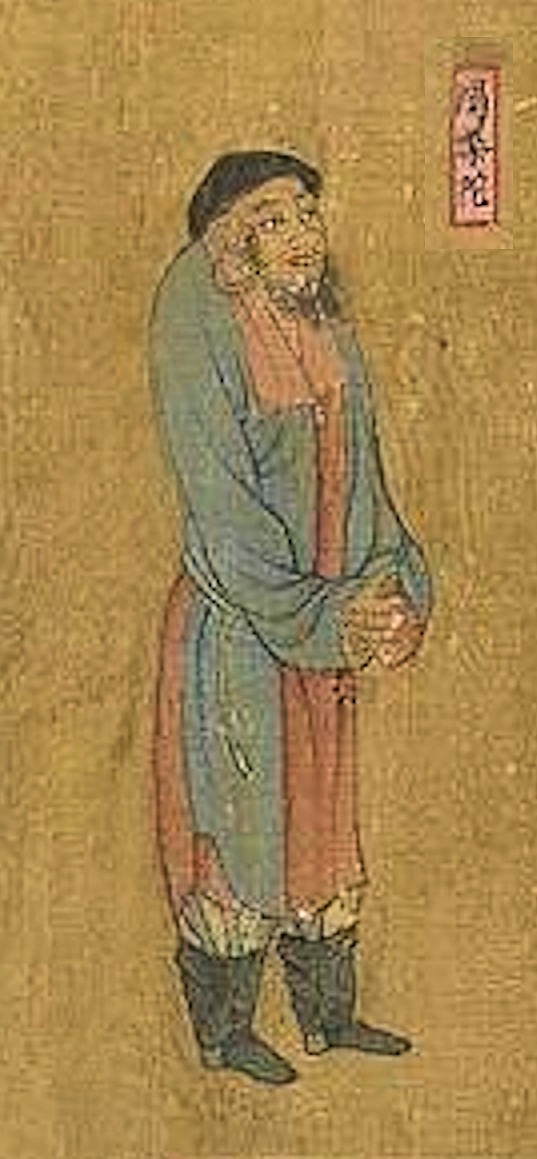
Sứ giả Tashkurgan
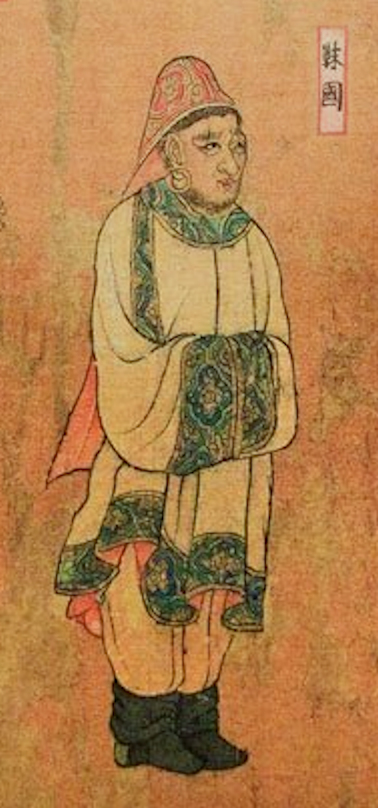
Sứ giả Merv
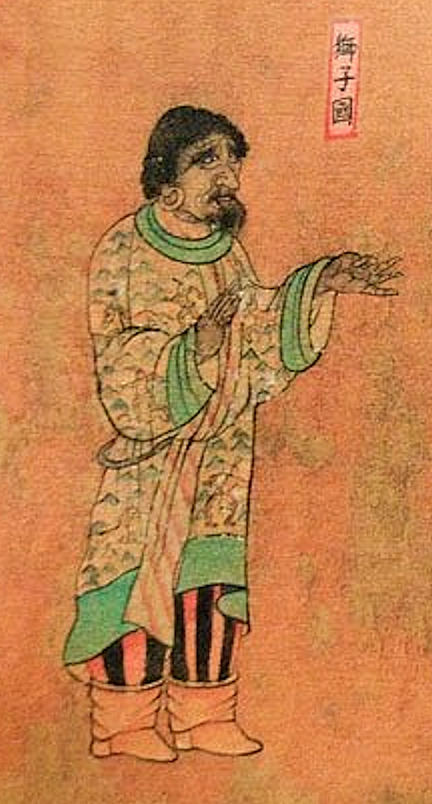
Sứ giả Sư Tử Quốc
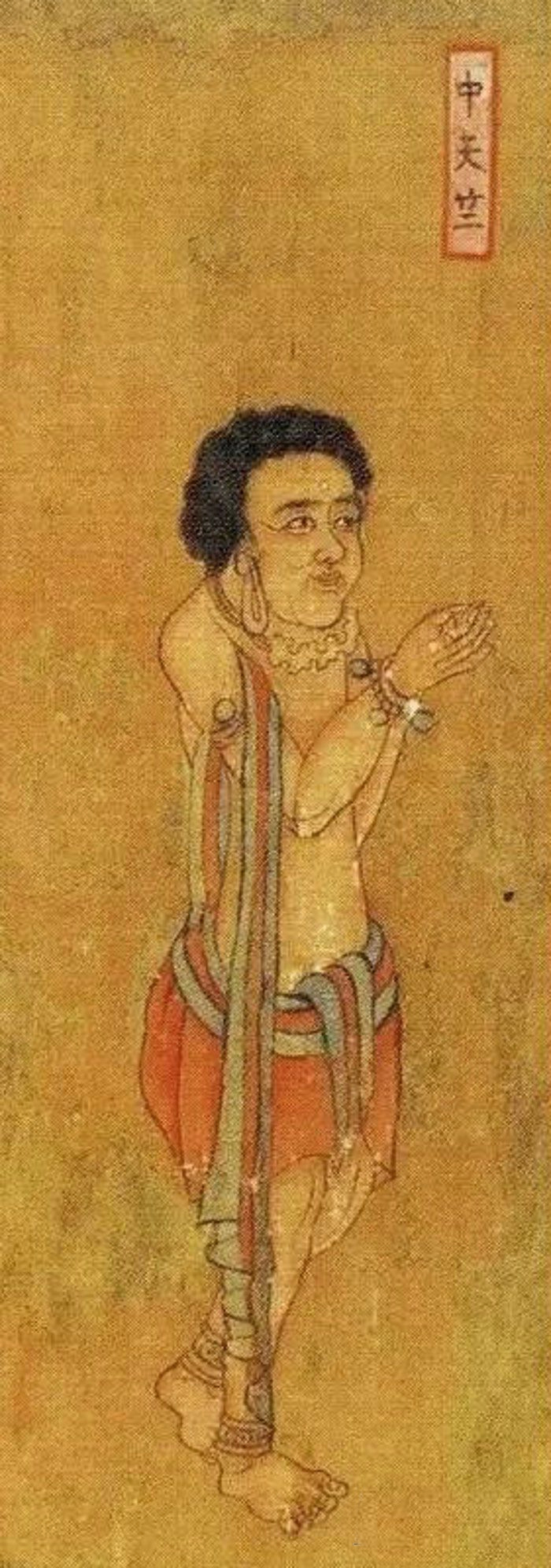
Sứ giả Trung Tây Trúc

### Phiên khách nhập triều đồ(thế kỷ 10)
Ngoài bức Chức cống đồ đã nêu ở trên, Lương Nguyên Đế, hoàng đế nhà Lương từ 552-555 còn cho vẽ một bức tranh khác có tên Phiên khách nhập triều đồ(番客入朝圖). Tuy bản gốc đã thất lạc từ lâu, nhưng một bản chép lấy tựa Lương Nguyên đế phiên khách nhập triều đồ (梁元帝番客入朝圖) của họa sĩ người Giang Tô là Cố Đức Khiêm (顧德謙) thời Nam Đường (937–976) còn tồn tại đến ngày nay. Từ phải qua trái, các sứ giả được ghi lại đến từ nước Lỗ (Đông Ngụy), Nhu Nhiên, Thổ Dục Hồn, Trung Thiên Trúc, Tây Ngụy, Chăm Pa, Sư Tử Quốc (師子國), Bắc Thiên Trúc, Tashkurgan, Cừu Chì, Đãng Xương, Langkasuka, Đặng Chí, Ba Tư, Bách Tế, Quy Từ, Hòa quốc, Yarkand, Kabadiyan, Kunduz, Balkh, Trung huyện, Cao Câu Ly, Cao Xương, Thiên Môn, Kiến Bình, Hephthalites, Khotan, Tân La, Kantoli, Phù Nam.

## Đường chức cống đồ(bản chép thời nhà Tống, thế kỷ 11–13)
Đường chức cống đồ được một trong những họa sĩ nổi tiếng nhất thời nhà Đường là Diêm Lập Bản vẽ để minh họa việc sứ giả các nước đến Trường An triều cống hoàng đế Đường Thái tông năm 631. Bức tranh này có 27 sứ giả đến từ các nước hoặc bộ tộc khác nhau. Tuy bản gốc đã bị thất lạc từ lâu, nhưng một bản chép từ thời nhà Tống (thế kỷ 11-13) vẫn còn tồn tại đến ngày nay và hiện được lưu giữ tại Bảo tàng Cố cung Quốc gia, Đài Bắc.

## Hoàng Thanh chức cống đồ(1759)
Giữa thế kỷ 18 thời nhà Thanh họa sĩ Tạ Toại (謝遂) đã hoàn thành bức Hoàng Thanh chức cống đồ (皇清職貢圖) vào năm 1759 và sửa đổi thêm bức này vào năm 1765 để minh họa các sứ giả đến từ các nước khác nhau với phần chú thích bằng chữ Hán và chữ Mãn.

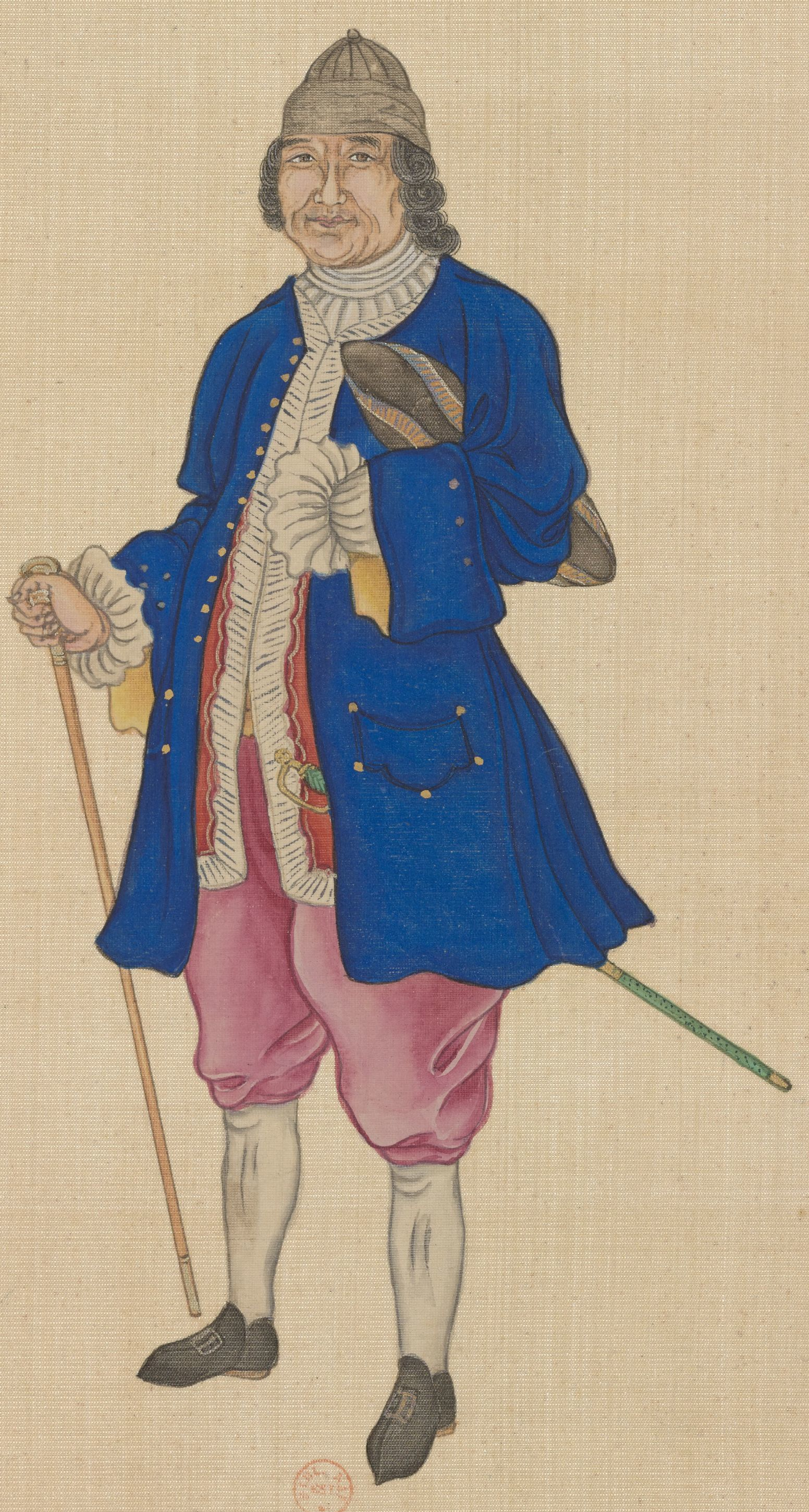
Một người Pháp, thế kỷ 18
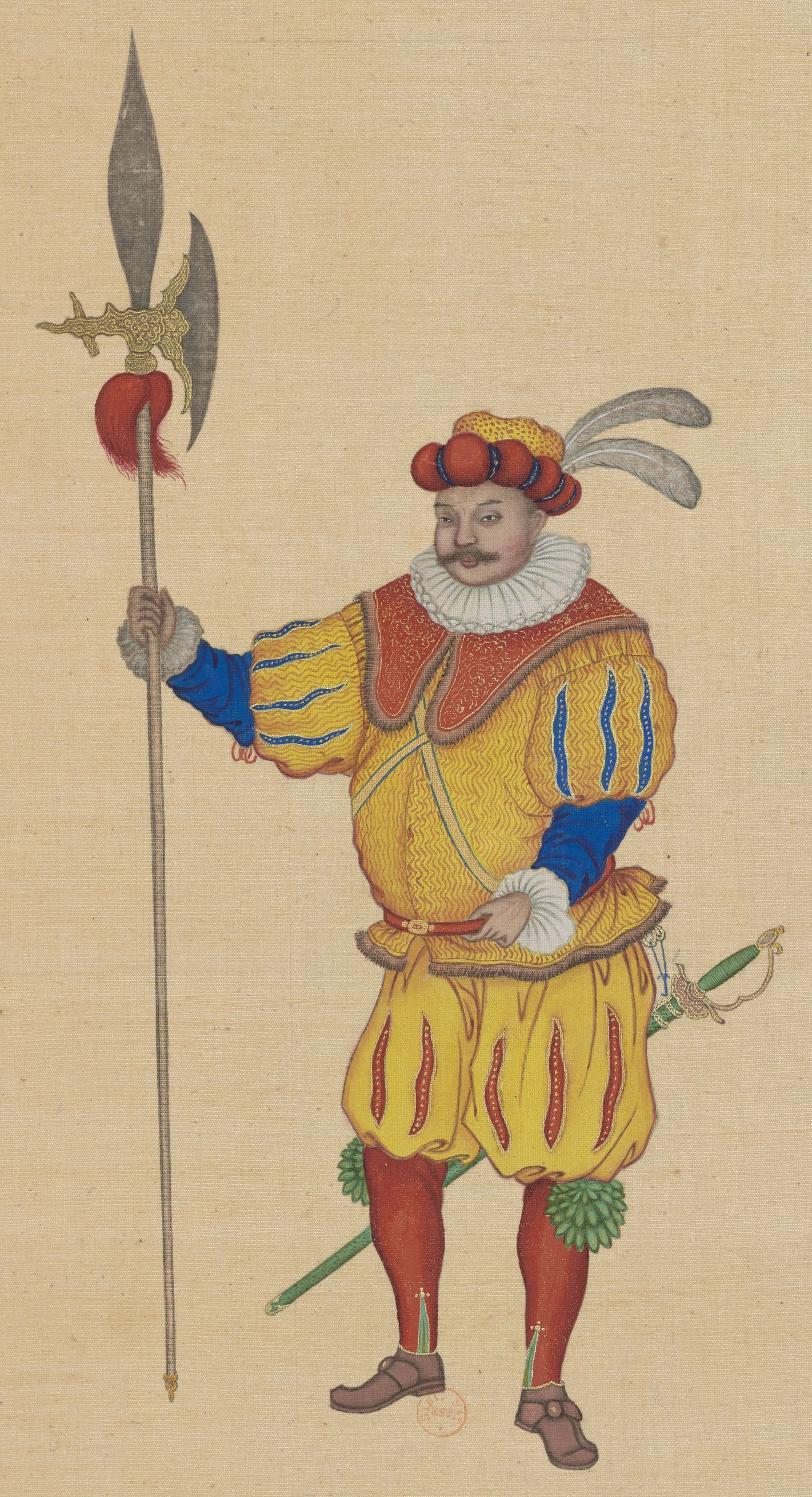
Một người Helvetia
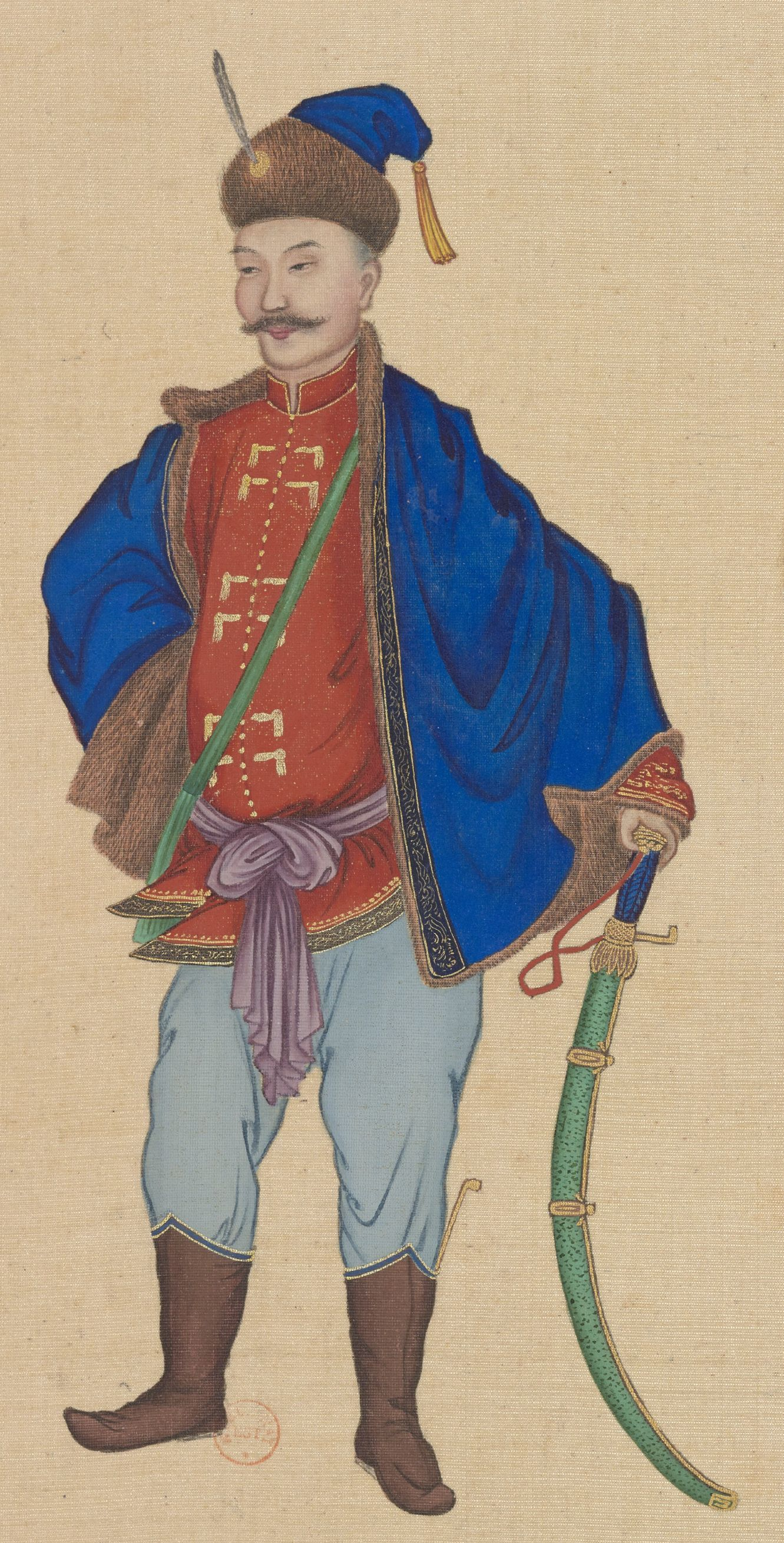
Một người Hungary
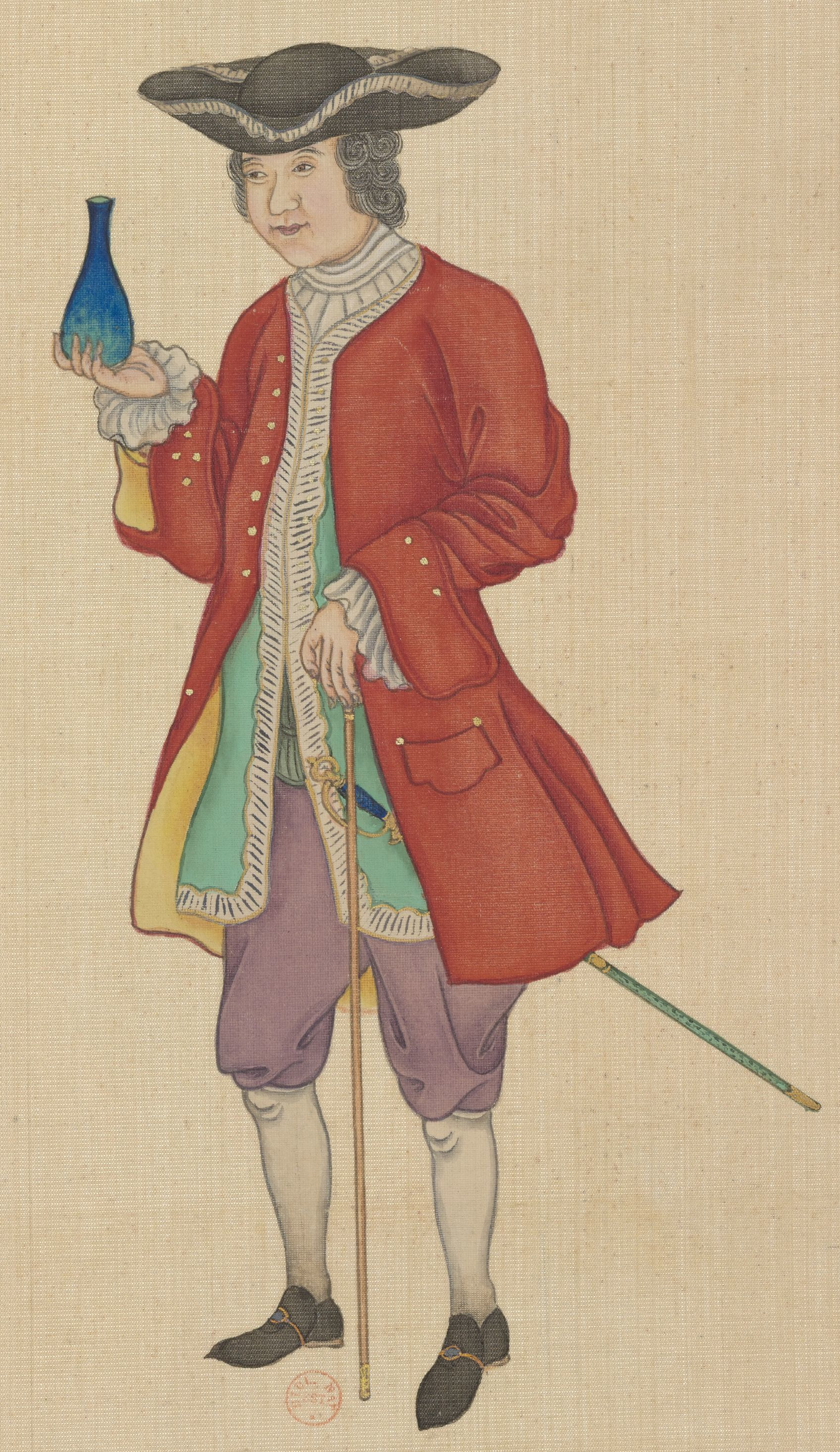
Một người Anh
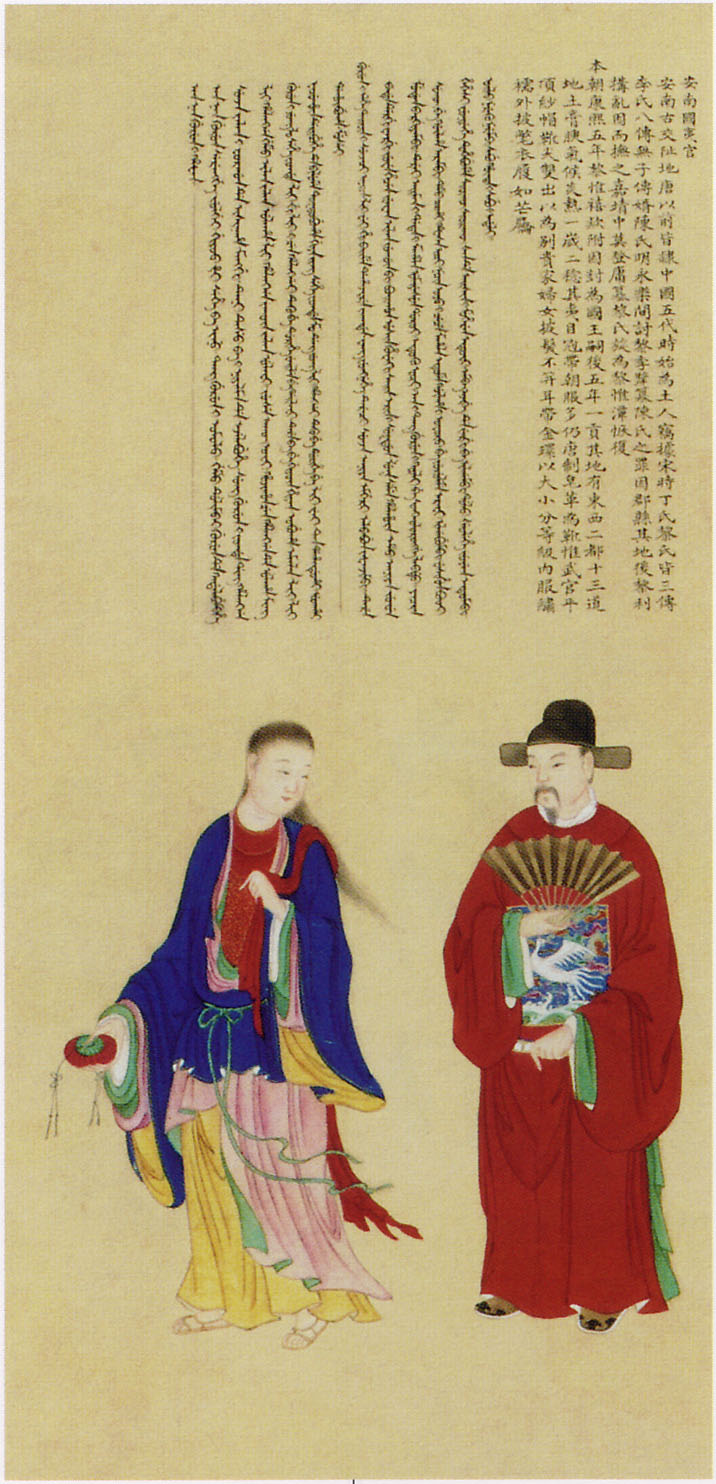
Sứ giả Lê Mạt (1533–1789)
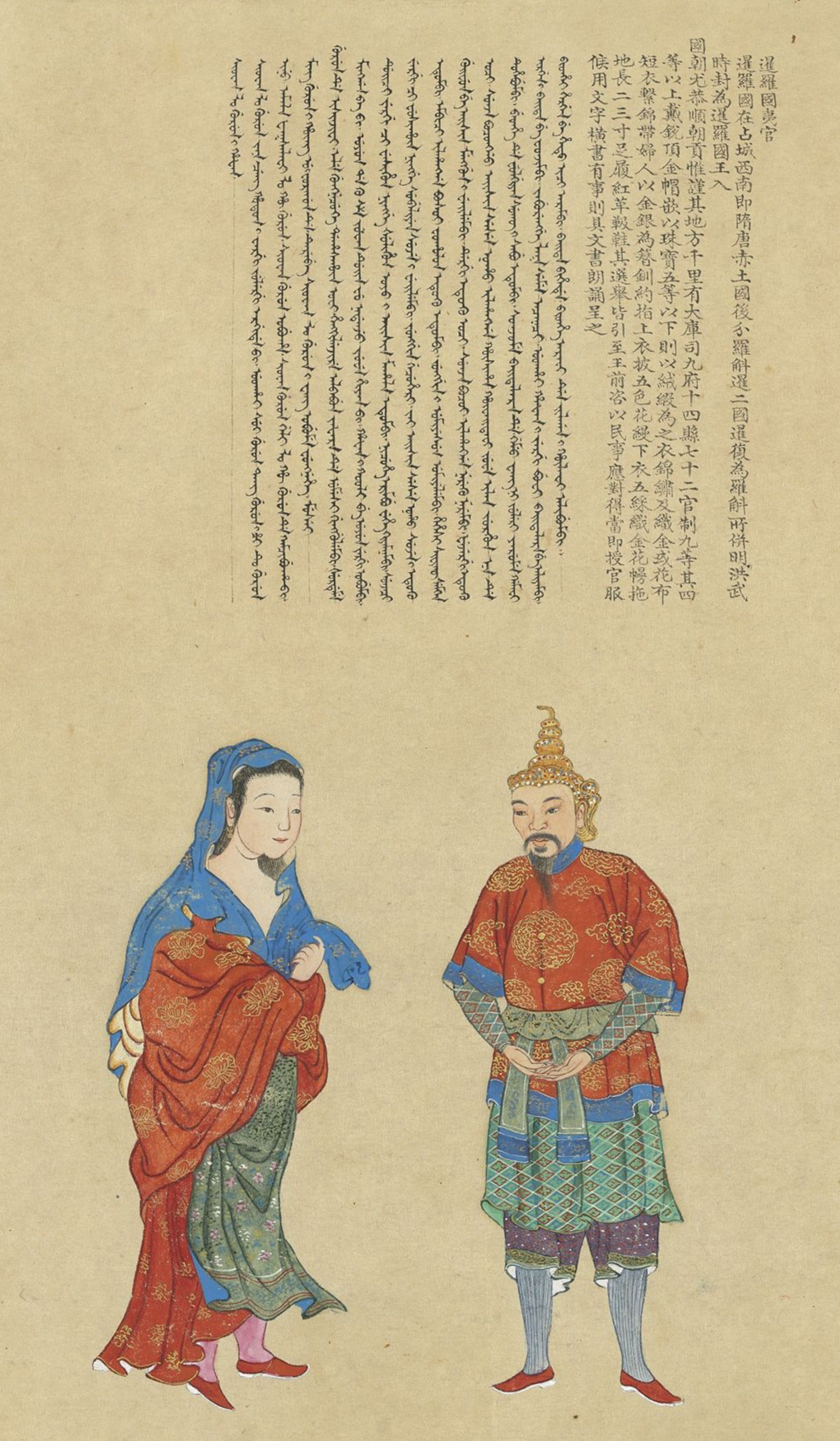
Sứ giả Xiêm

## Vạn quốc lai triều đồ(1761)

Vạn quốc lai triều đồ (万国来朝图, 1761). bản mùa Đông, Bảo tàng Cố cung.

Vạn quốc lai triều đồ (giản thể: 万国来朝图; phồn thể: 萬國來朝圖; bính âm: Wànguó láicháo tú, 1761) là một bức tranh khổ lớn (299x207cm) được hoàng đế Càn Long thời nhà Thanh cho vẽ để ghi chép về các sứ giả đến triều cống tại Tử Cấm Thành ở Bắc Kinh những năm cuối thập niên 1750. Bức tranh này mô tả phong cảnh đô thị của Bắc Kinh và vị trí trung ương của nhà Thanh vì phần lớn các nước châu Á và châu Âu đều cử sứ giả tới triều cống hoàng đế nhà Thanh vào thời điểm này.

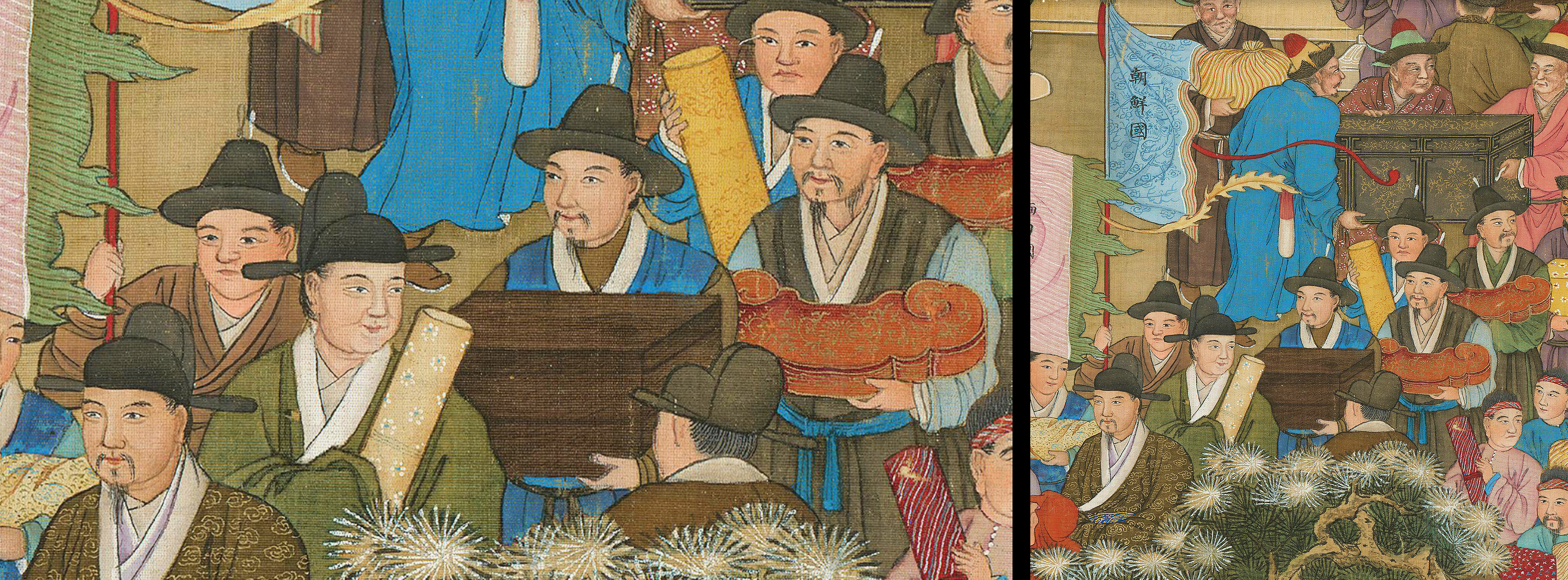
Sứ giả Triều Tiên quốc
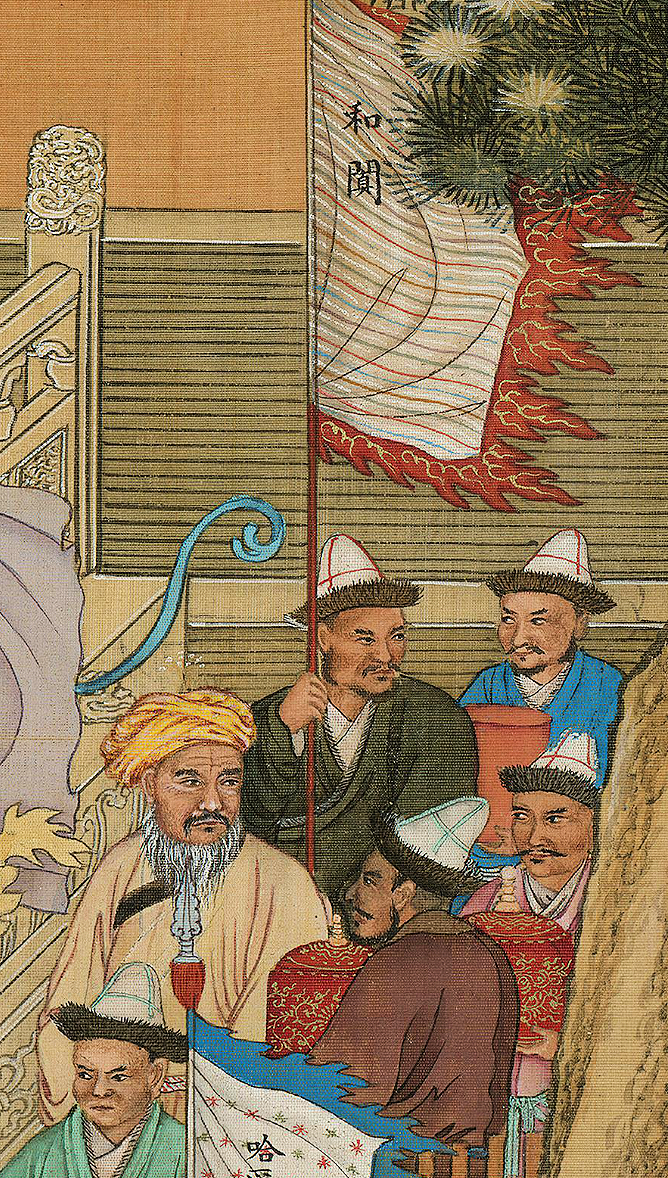
Sứ giả Hòa Điền
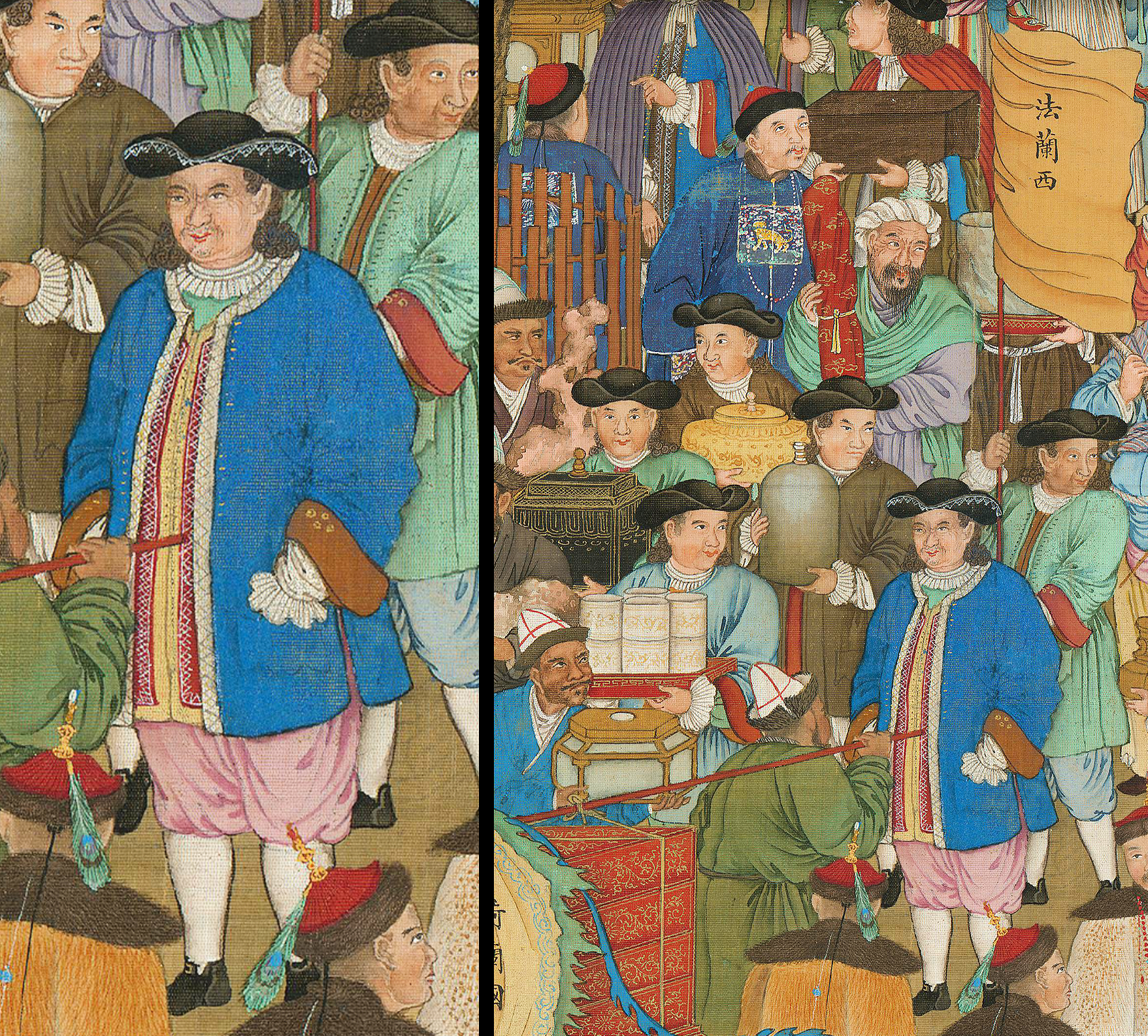
Sứ giả Pháp Lan Tây (法兰西)

## Tác phẩm liên quan

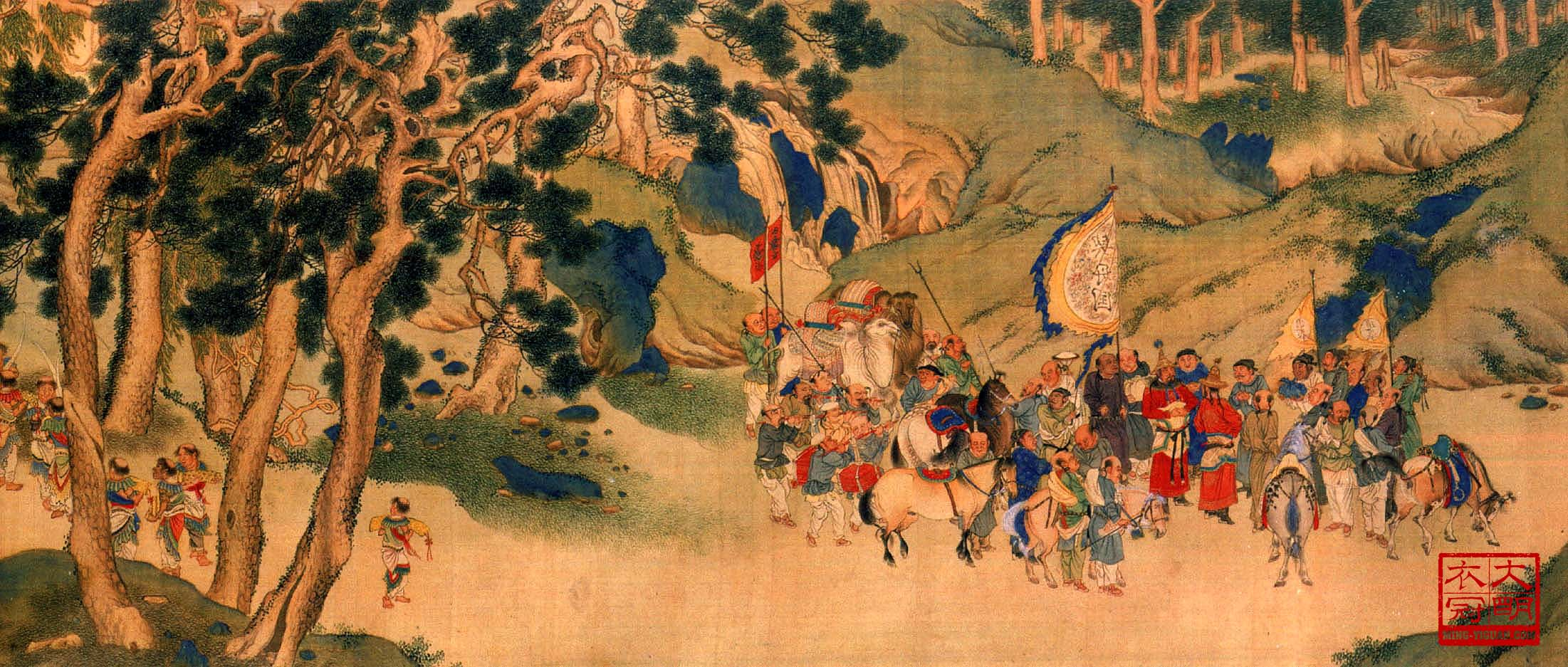
Minh họa Sứ giả nhà Liêu đến triều đình Nam Tống trong tranh Chức cống đồ thời nhà Minh của họa sĩ Cừu Anh (仇英)
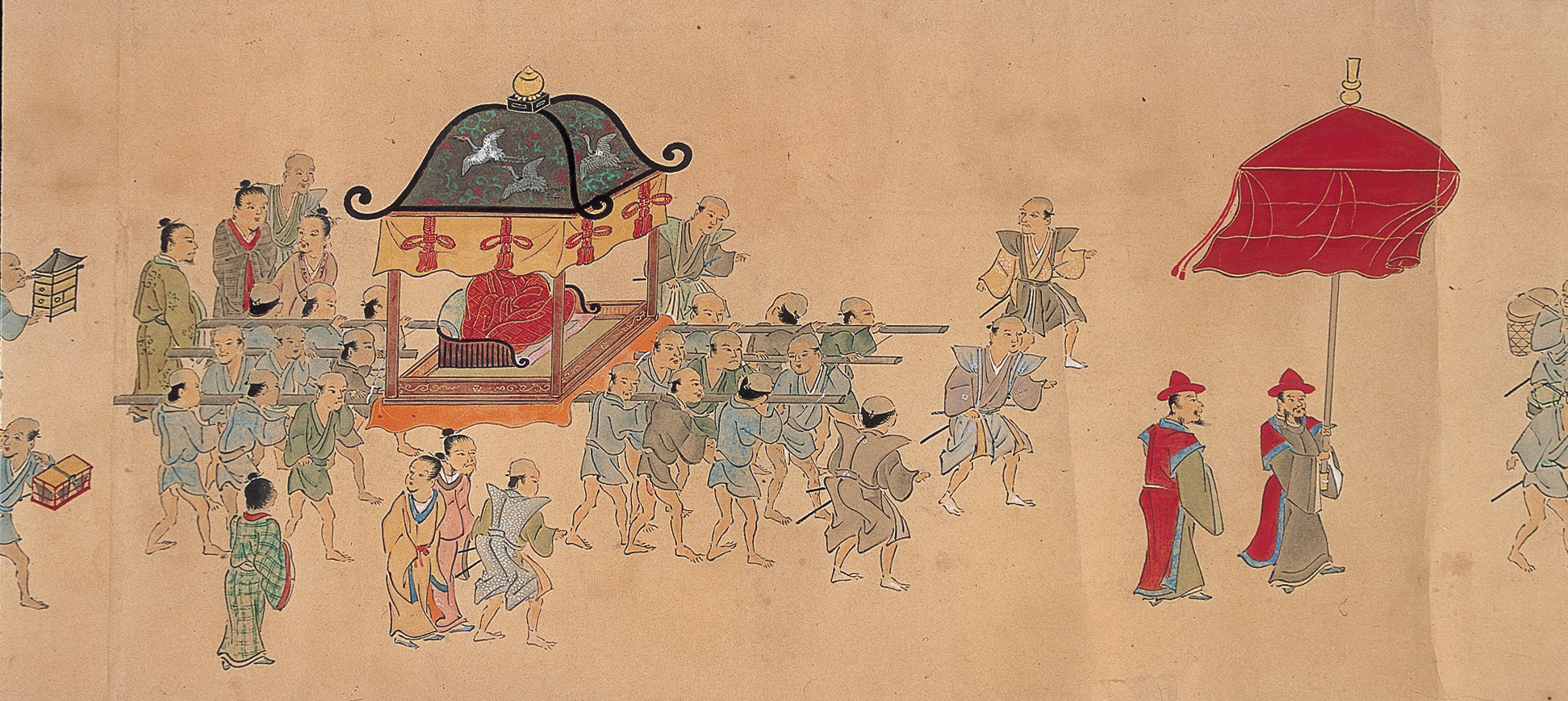
Tranh Nhật Bản về lần triều cống đầu tiên của sứ giả Ryukyu đến Edo, thế kỷ 17
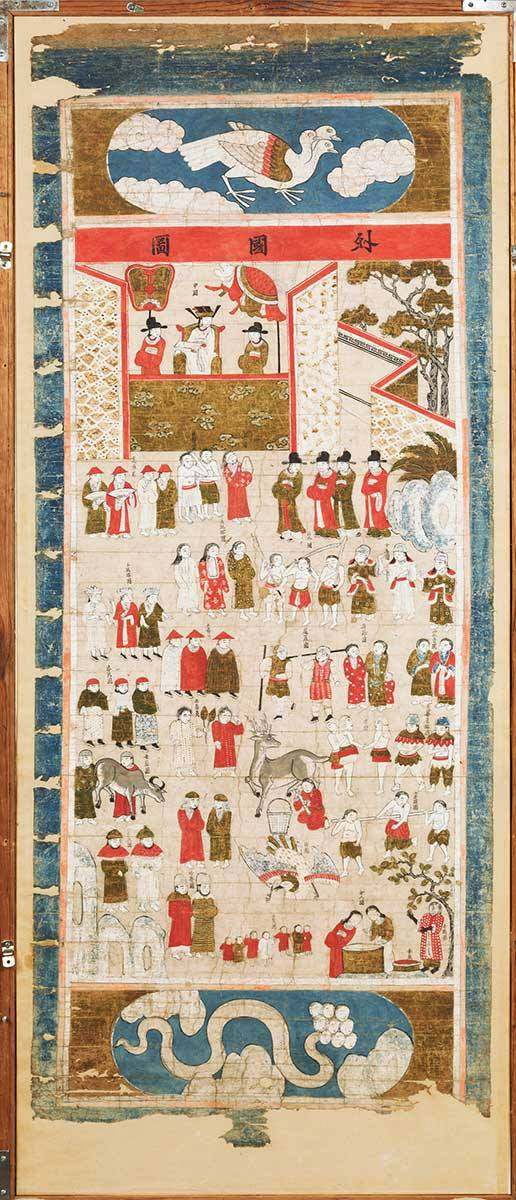
Sứ giả các nước Chăm Pa, Lan Xang, Xiêm, Toungoo, Demak, Campuchia, Lan Na, Ba Tư và Lưu Cầu đến triều kiến nhà Lê ở Thanh Hóa, tranh thế kỷ 16
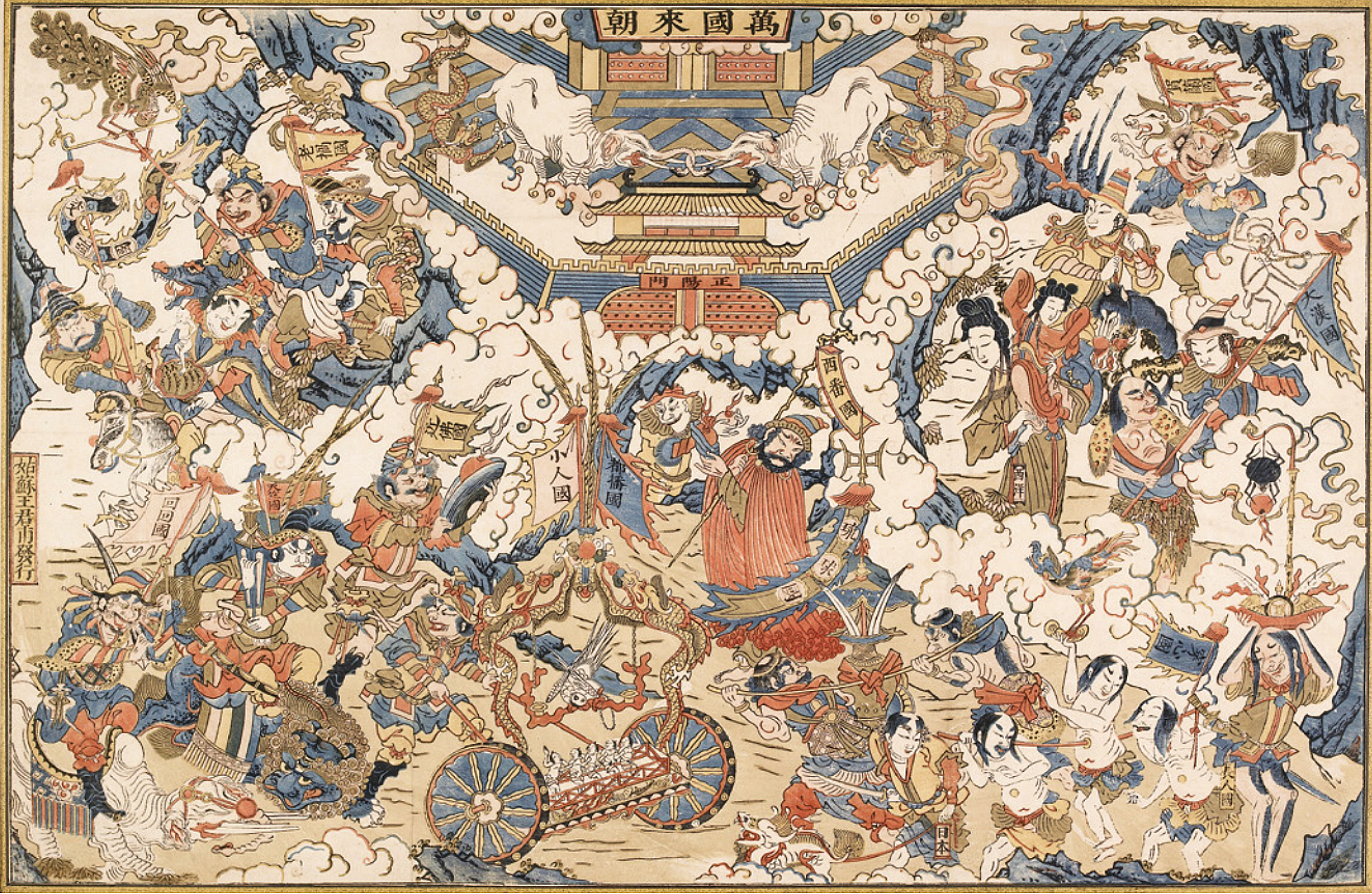
Tranh Tết (niên họa, 年畫) Vạn quốc lai triều đồ (萬國來朝圖) của Vương Quân Phủ (王君甫) vẽ nửa cuối thế kỷ 17.